# Green Valley (Dakota del Sur)
Green Valley es un lugar designado por el censo ubicado en el condado de Pennington en el estado estadounidense de Dakota del Sur. En el Censo de 2010 tenía una población de 928 habitantes y una densidad poblacional de 93,43 personas por km².

## Geografía
Green Valley se encuentra ubicado en las coordenadas 44°2′20″N 103°6′42″O / 44.03889, -103.11167. Según la Oficina del Censo de los Estados Unidos, Green Valley tiene una superficie total de 9.93 km², de la cual 9.93 km² corresponden a tierra firme y (0%) 0 km² es agua.

## Demografía
Según el censo de 2010, había 928 personas residiendo en Green Valley. La densidad de población era de 93,43 hab./km². De los 928 habitantes, Green Valley estaba compuesto por el 90.95% blancos, el 0.22% eran afroamericanos, el 3.99% eran amerindios, el 0.65% eran asiáticos, el 0% eran isleños del Pacífico, el 0.22% eran de otras razas y el 3.99% pertenecían a dos o más razas. Del total de la población el 3.13% eran hispanos o latinos de cualquier raza.